# Omicidio di Marco Pizzari

Marco Pizzari

L'omicidio di Marco Pizzari, è un delitto commesso a Roma il 30 settembre 1981 da alcuni membri del gruppo terroristico neofascista Nuclei Armati Rivoluzionari.

## Storia
(Deposizione di Cecilia Loreti)
L'omicidio è collocabile in un contesto storico che, verso la fine della loro storia, agli inizi degli anni ottanta, vide i NAR protagonisti di una sorta di campagna di vendette e di regolamenti di conti tutta interna dell'ambiente della destra eversiva, nei confronti di presunti delatori, infami e cosiddetti approfittatori.
(Francesca Mambro da A mano armata di Giovanni Bianconi)
Uno degli obiettivi da colpire, decisi dal gruppo terroristico, venne individuato proprio in Marco Pizzari: 23 anni, diploma da geometra, figlio di un gioielliere, si era appena congedato dal servizio militare con il grado di sottotenente.
Vicino di casa e amico di vecchia data di Luigi Ciavardini, durante il periodo di arresti seguiti alla strage alla stazione di Bologna del 2 agosto 1980, Pizzari era stato più volte sentito dalla polizia giudiziaria e dalla magistratura in quanto indirettamente coinvolto nelle vicende riguardanti l'alibi di Ciavardini, che venne poi condannato per quella strage. Secondo quanto emerso, il giorno precedente alla strage, Ciavardini avrebbe fatto avvertire per telefono la sua fidanzata Elena Venditti, Marco Pizzari e Cecilia Loreti (allora fidanzata di Pizzari) al fine di spostare, al 4 agosto, un viaggio a Venezia che i ragazzi avevano fissato per il 2 agosto.
Interrogata nei mesi dopo la strage, la Loreti dichiarò:
(Cecilia Loreti, interrogatorio del 23 dicembre 1980)
Luigi Ciavardini ammise di aver fatto la telefonata, giustificando il differimento della partenza con la motivazione di dover reperire nuovi documenti di identità falsi di cui aveva bisogno nella sua condizione di latitante.
Molti neofascisti, nei mesi dopo la strage alla stazione di Bologna, si convinsero però che Pizzari avesse collaborato con la polizia e che fosse responsabile dell'arresto dello stesso Ciavardini e di Nanni De Angelis, e quindi anche della morte di quest'ultimo.
Il 30 settembre 1981, nei pressi di piazza delle Medaglie d'Oro alla Balduina, un commando dei NAR intercetta la vettura con a bordo Pizzari. Il commando, formato da Gilberto Cavallini, Alessandro Alibrandi, Giorgio Vale, Stefano Soderini e Francesca Mambro, travestiti da agenti e a bordo di una Fiat Ritmo blu, bloccò la Fiat Panda di Pizzari mostrandogli una paletta della polizia. Quando il ragazzo scende dall'auto per recarsi verso quella che ritiene essere una pattuglia in borghese, Alibrandi gli va incontro e lo colpisce con due pallottole, ferendolo alla testa e al torace. A quel punto Cavallini lo uccide sparando il colpo di grazia alla nuca.. Tre settimane dopo, con un unico volantino, i NAR rivendicano gli omicidi contro i quelli che considerano i “traditori”:
(Volantino di rivendicazione da "Il piombo e la celtica. Storie di terrorismo nero" di Nicola Rao)
Nel 2018, Cecilia Loreti, fidanzata di Pizzari all'epoca dei fatti, chiamata a testimoniare al processo presso la Corte d’assise che vedeva imputato Gilberto Cavallini per concorso in strage alla stazione di Bologna del 1980, ha smentito la circostanza che Pizzari fosse un militante di estrema destra e che avesse fatto parte di un qualsiasi gruppo terroristico: 
(Deposizione di Cecilia Loreti)